# Ingrid Gamarra Martins
Ingrid Gamarra Martins, née le 22 août 1996 est une joueuse de tennis brésilienne, professionnelle depuis 2019.

## Carrière
Formée au Clube Marapendi de Rio de Janeiro au sein de l'équipe de Ricardo Acioly, Ingrid Gamarra Martins a écumé les tournois du circuit ITF sud-américain pendant un an et demi avant de rejoindre les rangs de l'université de Caroline du Sud où elle évolue durant quatre années.
Pour ses débuts au niveau professionnel en juin 2019, elle s'adjuge deux tournois au Mexique et en rajoute deux autres à son palmarès en février 2020. En 2022, elle fait une percée sur le circuit WTA en double avec trois demi-finales à Rabat, Portoroz et Parme. En novembre, elle gagne le tournoi WTA 125 de Montevideo avec sa compatriote Luisa Stefani.
Début juillet 2023, elle remporte son 1er titre WTA 250 en double lors du tournoi de Bad Homburg avec la Biélorusse Lidziya Marozava, un mois après une finale perdue à Rabat. Avec Luisa Stefani, elle est demi-finaliste du WTA 1000 de Pékin. Elle conclut une saison 2024 médiocre par un deuxième titre en WTA à Mérida.

## Palmarès

### Titres en double dames
| No | Date       | Nom et lieu du tournoi                          | Catégorie | Dotation  | Surface      | Partenaire       | Finalistes                  | Score     |          |
| -- | ---------- | ----------------------------------------------- | --------- | --------- | ------------ | ---------------- | --------------------------- | --------- | -------- |
| 1  | 25-06-2023 | Bad Homburg Open by Engel & Völkers Bad Homburg | WTA 250   | 259 303 $ | Gazon (ext.) | Lidziya Marozava | Eri Hozumi Monica Niculescu | 6-0, 7-63 | Parcours |
| 2  | 28-10-2024 | Merida Open Akron Mérida                        | WTA 250   | 267 082 $ | Dur (ext.)   | Quinn Gleason    | Magali Kempen Lara Salden   | 6-4, 6-4  | Parcours |

### Finale en double dames
| No | Date       | Nom et lieu du tournoi                         | Catégorie | Dotation  | Surface      | Vainqueures                      | Partenaire       | Score            |          |
| -- | ---------- | ---------------------------------------------- | --------- | --------- | ------------ | -------------------------------- | ---------------- | ---------------- | -------- |
| 1  | 21-05-2023 | Grand Prix SAR La Princesse Lalla Meryem Rabat | WTA 250   | 259 303 $ | Terre (ext.) | Sabrina Santamaria Yana Sizikova | Lidziya Marozava | 3-6, 6-1, [10-8] | Parcours |

### Titres en double en WTA 125
| No | Date       | Nom et lieu du tournoi           | Catégorie | Dotation  | Surface      | Partenaire    | Finalistes                        | Score             |          |
| -- | ---------- | -------------------------------- | --------- | --------- | ------------ | ------------- | --------------------------------- | ----------------- | -------- |
| 1  | 22-11-2022 | Montevideo Open Montevideo       | WTA 125   | 115 000 $ | Terre (ext.) | Luisa Stefani | Quinn Gleason Elixane Lechemia    | 7-5, 66-7, [10-6] | Parcours |
| 2  | 02-09-2024 | Montreux Nestlé Open Montreux    | WTA 125   | 115 000 $ | Terre (ext.) | Quinn Gleason | María Carlé Simona Waltert        | 6-3, 4-6, [10-7]  | Parcours |
| 3  | 09-06-2025 | Citta' di Grado Tennis Cup Grado | WTA 125   | 115 000 $ | Terre (ext.) | Quinn Gleason | Veronika Erjavec Dominika Šalková | 6-2, 5-7, [10-5]  | Parcours |
| 4  | 07-07-2025 | Grand Est Open 88 Contrexéville  | WTA 125   | 115 000 $ | Terre (ext.) | Quinn Gleason | Emily Appleton Isabelle Haverlag  | 6-1, 7-64         | Parcours |

### Finales en double en WTA 125
| No | Date       | Nom et lieu du tournoi         | Catégorie | Dotation  | Surface      | Vainqueures                      | Partenaire       | Score             |          |
| -- | ---------- | ------------------------------ | --------- | --------- | ------------ | -------------------------------- | ---------------- | ----------------- | -------- |
| 1  | 13-05-2024 | Parma Ladies Open Parme        | WTA 125   | 115 000 $ | Terre (ext.) | Anna Danilina Irina Khromacheva  | Elixane Lechemia | 6-1, 6-2          | Parcours |
| 2  | 12-08-2024 | Barranquilla Open Barranquilla | WTA 125   | 115 000 $ | Dur (ext.)   | Jessica Failla Hiroko Kuwata     | Quinn Gleason    | 4-6, 7-62, [10-7] | Parcours |
| 3  | 02-06-2025 | Open delle Puglie Bari         | WTA 125   | 115 000 $ | Terre (ext.) | Maria Kozyreva Iryna Shymanovich | Quinn Gleason    | 3-6, 6-4, [10-7]  | Parcours |

## Parcours en Grand Chelem

### En simple dames
N'a jamais participé à un tableau final.

### En double dames
| 2023 | —                                                                                  | —                                                                                 | 2e tour (1/16) I. Shymanovich \|\| style="text-align:left;" \| S. Hunter E.Mertens          | 1/8 de finale L. Marozava \|\| style="text-align:left;" \| O. Kalashnikova I. Shymanovich | 1er tour (1/32) L. Marozava \|\| style="text-align:left;" \| B. Mattek-Sands A. Potapova |  |
| 2024 | 1er tour (1/32) M. Niculescu \|\| style="text-align:left;" \| S. Errani J. Paolini | 1er tour (1/32) O. Nicholls \|\| style="text-align:left;" \| N. Melichar E. Perez | 1er tour (1/32) B. Haddad Maia \|\| style="text-align:left;" \| I. Khromacheva K. Rakhimova | —                                                                                         | —                                                                                        |  |
| 2025 | 1er tour (1/32) I.-C. Begu \|\| style="text-align:left;" \| P. Stearns L. Stefani  | —                                                                                 | —                                                                                           | 2e tour (1/16) Q. Gleason \|\| style="text-align:left;" \| D. Shnaider M. Andreeva        |                                                                                          |  |

N.B. : le nom de la partenaire se trouve sous le résultat ; les noms des ultimes adversaires se trouvent à droite.

## Classements WTA en fin de saison
| Année          | 2014 | 2015 | 2016 | 2017 | 2018 | 2019 | 2020 | 2021 | 2022 | 2023 | 2024 |
| Rang en simple | 837  | 769  | 762  | –    | –    | 682  | 494  | 485  | 560  | 1262 | –    |
| Rang en double | 676  | 709  | 640  | 799  | –    | 636  | 448  | 376  | 132  | 47   | 85   |

Source : (en) Classements de Ingrid Gamarra Martins sur le site officiel de la Fédération internationale de tennis